# Huis Holland (Baarn)
Huis Holland is een herenhuis en rijksmonument aan de Javalaan in Baarn in de Nederlandse provincie Utrecht.
De villa staat aan de Pekingtuin naast Villa Peking. Het gebouw met symmetrische voorgevel is versierd met decoraties in verschillende stijlen. Het is aan de zijkant door een tussenstuk verbonden met villa Peking.